# Podział administracyjny Kościoła katolickiego w Rumunii

Podział administracyjny Kościoła Rzymskokatolickiego w Rumunii (na mapie zaznaczono też siedzibę Ordynariatu dla Ormian katolików)

Podział administracyjny Rumuńskiego Kościoła Greckokatolickiego

Podział administracyjny Kościoła katolickiego w Rumunii – w ramach Kościoła katolickiego w Rumunii odrębne struktury mają:
- Kościół katolicki obrządku łacińskiego (Kościół rzymskokatolicki)
- Katolickie Kościoły wschodnie:
  - Rumuński Kościół Greckokatolicki (Kościół greckokatolicki)
  - Kościół katolicki obrządku ormiańskiego

## Obrządek łaciński

### Metropolia bukareszteńska
- Archidiecezja Bukaresztu
  - Diecezja Jassów
  - Diecezja Oradea Mare
  - Diecezja Satu Mare
  - Diecezja Timișoara

## Obrządek greckokatolicki

### Metropolia Fogaraszu i Alba Iulia
- Archieparchia Fogaraszu i Alba Iulia
  - Eparchia Klużu-Gherli
  - Eparchia Lugoju
  - Eparchia Marmaroszu
  - Eparchia Oradea Mare
  - Eparchia św. Bazylego Wielkiego w Bukareszcie